# Palilalie
Palilalie of palilalia is een begrip uit de psychologie en psychiatrie. Het is het dwangmatig herhalen van eigen woorden of zinnen of delen daarvan. 
Meestal wordt de snelheid van spreken opgevoerd en het geluidsvolume verminderd, waardoor het verschijnsel soms lijkt op hakkelen of prevelen. Wanneer woorden of zinnen van anderen worden herhaald, spreekt men van echolalie.
Palilalie kan een teken zijn van hersenbeschadiging. Het verschijnsel doet zich vaak voor bij mensen met het syndroom van Gilles de la Tourette en de ziekte van Parkinson, maar komt bijvoorbeeld ook voor bij schizofrenie en autisme.